# Hermann Lux
Hermann Lux (Karlsruhe, 3 de setembro de 1904 - 8 de julho de 1999) foi um químico alemão que estudou na parte da química inorgânica.

## Biografia
Hermann Lux estudou química na Universidade de Karlsruhe,onde graduou-se com honras em 1928,completou a sua formação na Universidade de Bonn em 1929 e depois voltou a Karlsruhe e trabalhou lá até sua transferência para a Universidade de Munique,em Munique,em 1937,onde trabalhou como assistente até 1940,e depois como professor até 1946,onde tornou-se chefe do departamento de química analítica.